# Шелковичная улица (Киев)
Шелкови́чная у́лица (укр. Шовкови́чна ву́лиця) — улица в Печерском районе города Киева, местность Липки. Простирается от улицы Михаила Грушевского до улиц Мечникова и Бассейной.
К Шелковичной улице примыкают Институтская улица, Липский переулок, улицы Филиппа Орлика, Лютеранская, Академика Богомольца, переулок Ивана Козловского и улица Дарвина. До середины 1970-х годов к Шелковичной улице примыкала также улица Кропивницкого (укорочена в связи со снесением старой застройки на Шелковичной улице).

## История
Первое упоминание датируется 1834 годом, тогда улица существовала под параллельными названиями: Шелковичная улица, от шелковичного сада, по территории которого проложена (сад ликвидировали в 1835 году) и Левашовская, по имени Василия Левашова. В 1869—1919 годах имела официальное название Левашовская улица. С 1919 по 1993 год — улица Карла Либкнехта, в честь деятеля немецкого и международного коммунистического движения Карла Либкнехта (кроме 1941—1943 годов, когда во время нацистской оккупации улица имела название Хорст-Вессельштрассе, в честь Хорста Весселя). В 1993 году улице возвращено дореволюционное название — Шелковичная.

## Примечательные здания

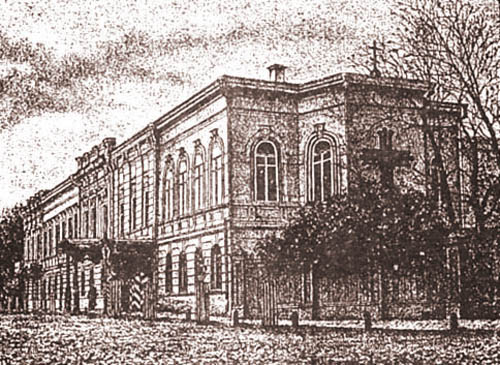
Особняк киевского генерал-губернатора, разрушенный в 1920 году

- Дома № 3, 5, 7, 10, 21, 30/35, 39/1 — бывшие корпуса Свято-Михайловской больницы, сооружённые во 2-й половине XIX — 1-й трети XX столетия.
- № 2 — Комитет Верховного совета Украины по вопросам аграрной политики и земельных отношений, Комитет Верховного совета Украины по вопросам правовой политики;
- № 3 — Новый театр на Печерске
- 4 — особняк А. Григорьева (1875; достроен и перестроен). Здание через дом от дома генерал-губернатора (разрушен в 1920 году) в 1893 году купил Е. Н. Трубецкой; тогда же к нему была сделана большая пристройка. Семья Трубецких жила здесь зимами в период 1894—1906 годов, после чего переехала в Москву. С. Е. Трубецкой сообщает, что дом сильно пострадал от обстрела во время гражданской войны, а в его саду было похоронено много убитых. Ныне в здании находится Комитет Верховного совета Украины по вопросам экологической политики, природопользования и ликвидации последствий Чернобыльской катастрофы.
- № 9 — особняк Гессе (1880-е).
- № 7а — Театр пластичной драмы на Печерске.
- № 11 — особняк Исаевича (1884; перестроен в 1939 году).
- № 12 — особняк (1900), здание занимает Институт социологии НАН Украины.
- № 14 — особняк Шестакова (1912).
- № 15 — особняк Ковалевского (1911—1913).
- №№ 16А, 16Б — бывшая усадьба Мавриных (1911—1914).
- № 17 — Детская картинная галерея.
- № 17/2 — т. н. «Шоколадный домик», бывший особняк С. Могилёвцева (1899).
- № 19 — доходный дом Икскюль-Гильденбанда (1901—1902). Здание в неоготическом стиле по проекту инженера Николая Вишневского. Принадлежал семье баронов Икскюль-Гильденбандов.
- № 25 — Кловский лицей № 77.
- № 36/7

## Транспорт
- Станции метро «Крещатик» и «Дворец спорта»
- Автобусы 62 (в начале), 55 (в конце)
- Троллейбус 14 (в конце)